# Ju Kyu Ch’ang
Ju Kyu Ch’ang, również Ju Kyu-chang (kor. 주규창, ur. 25 listopada 1928, zm. 3 września 2018) – północnokoreański polityk i trzygwiazdkowy generał (kor. 상장) Koreańskiej Armii Ludowej.

## Kariera
Ju Kyu Ch’ang urodził się 25 listopada 1928 roku w powiecie Hamju w prowincji Hamgyǒng Południowy. Absolwent mechaniki, karierę w aparacie partyjnym rozpoczął w latach 60. XX wieku od pracy w ministerstwie przemysłu maszyn budowlanych.
W listopadzie 1970 roku na 5. Kongresie został mianowany zastępcą członka Komitetu Centralnego Partii Pracy Korei. Ponadto w latach 70. pełnił funkcje kolejno dyrektora, wiceprezydenta oraz prezydenta Akademii Obrony Narodowej, koordynującej badania nad rozwojem przemysłu wojskowego KRLD. Akademii szefował aż do 1998 roku. W sierpniu 1983 został wicedyrektorem Departamentu Przemysłu Maszynowego w Komitecie Centralnym. Pełne członkostwo w Komitecie Centralnym uzyskał w grudniu 1988 roku. Deputowany Najwyższego Zgromadzenia Ludowego KRLD, parlamentu KRLD, począwszy od X kadencji (tj. od lipca 1998 roku).
W kwietniu 2001 roku objął stanowisko pierwszego wicedyrektora Departamentu Przemysłu Wojskowego KC (nie mylić z Departamentem Przemysłu Maszynowego, któremu szefował). Wtedy również zaczął się często pojawiać u boku Kim Dzong Ila podczas przeprowadzanych przez przywódcę KRLD tzw. inspekcji terenowych w zakładach przemysłowych na terenie całego kraju.
Podczas 3. Konferencji Partii Pracy Korei 28 września 2010 roku (nie mylić z ważniejszymi w hierarchii systemu politycznego KRLD Kongresami PPK, który odbyło się w historii Korei Północnej siedem razy) został mianowany zastępcą członka Biura Politycznego Komitetu Centralnego PPK, członkiem Centralnej Komisji Wojskowej Komitetu Centralnego, a także dyrektorem Departamentu Przemysłu Maszynowego w KC. Tym samym Ju Kyu Ch’ang zasiadał w dwóch najważniejszych organach KRLD, sprawujących zwierzchnictwo nad armią – oprócz Centralnej Komisji Wojskowej była to nieistniejąca Komisja Obrony Narodowej KRLD, do której wszedł w kwietniu 2009 roku.
W opinii specjalistów zajmujących się Koreą Północną, Ju Kyu Ch’ang był prawdopodobnie jednym z głównych koordynatorów prowadzonego przez ten kraj programu rozwoju technologii rakietowej i nuklearnej.
Po śmierci Kim Dzong Ila w grudniu 2011 roku, Ju Kyu Ch’ang znalazł się na wysokim, 20. miejscu w 233-osobowym Komitecie Żałobnym. Świadczyło to o formalnej i faktycznej przynależności Ju Kyu Ch’anga do grona ścisłego kierownictwa politycznego Koreańskiej Republiki Ludowo-Demokratycznej. Według specjalistów, miejsca na listach tego typu określały rangę polityka w hierarchii aparatu władzy.

## Odznaczenia
- Order Kim Dzong Ila (14 lutego 2012)[6]